# Juruti (kommun)
Juruti är en kommun i Brasilien.   Den ligger i delstaten Pará, i den centrala delen av landet, 1 700 km nordväst om huvudstaden Brasília. Antalet invånare är 47 123. Arean är 8 304 kvadratkilometer.
Terrängen i Juruti är platt.
Följande samhällen finns i Juruti:
- Juruti

I omgivningarna runt Juruti växer i huvudsak städsegrön lövskog. Runt Juruti är det mycket glesbefolkat, med 4 invånare per kvadratkilometer.